# Enclos des Terriers
L'enclos des Terriers est un enclos circulaire incluant une architecture mégalithique situé à Avrillé, dans le département français de la Vendée.

## Historique
Le site a été découvert lors d'une exploration systématique durant l'hiver 1986-1987 : la présence de deux blocs de granite dans un secteur où le substrat est constitué de roches calcaires jurassiques, à plus de 2 km au sud du plus proche gisement granitique avait de quoi intriguer. De fait, un site mégalithique avait été démantelé cinq ans auparavant lors d'un remembrement localisé. Quatre campagnes de fouilles ont été menées sur site entre 1987 et 1990.

## Description
Le monument se compose de deux fossés concentriques délimitant un enclos circulaire de 13,50 m de diamètre au centre duquel une fosse interne excentrée a été creusée. Le fossé extérieur mesure en moyenne 0,80 m de largeur sur une profondeur d'environ 0,35 m. Il comporte deux interruptions de 0,60 m situées au nord-est et à l'ouest. Le fossé intérieur est moins large et moins profond (0,20 m maximum). Sa forme est plus polygonale que circulaire. Il comporte des aménagements spécifiques en chicane et des alvéoles. 
La fosse située à l'intérieur de l'enclos mesure 1 m de large sur une profondeur d'environ 0,30 m. Sa position est excentrée : elle est alignée sur l'axe nord-sud du monument mais décentrée par rapport à l'axe est-ouest. Elle renfermait des pierres de blocage (dallettes de calcaire, blocs de grès et de granite, cristaux de feldspath) manifestement destinées à caler une pierre levée. 
Une petite fosse (0,60 m de diamètre pour 0,15 m de profondeur) fut découverte en 1990 au nord-nord-est, à l'extérieur de l'enclos. Elle comportait un dallage en plaquettes de calcaire. « Un petit bloc de granit recouvrait de nombreux tessons de céramique et voisinait avec un gros peson fracturé ».

## Matériel archéologique

### Enclos funéraire
Le monument fut endommagé par les labours successifs. Le matériel archéologique découvert était concentré au sud et à l'est de la fosse. Il se compose de nombreux fragments osseux humains, d'outils lithiques, de tessons de céramique, de coquillages et d'outils en bois de cervidés. La fosse interne ne contenait aucun artefact, ce qui exclut l'hypothèse d'une sépulture en fosse. Les ossements humains étaient à l'origine probablement regroupés dans une structure distincte (cairn ?) qui fut détruit avec la ruine du monument. 
Les tessons  de céramique, décorés ou non, ont été attribués au Campaniforme (décor au peigne, vases à cordon horizontal). Les amas coquilliers (242 coquilles) sont composés principalement de 148 patelles, 30 vénus et 53 cardiums. L'homogénéité de l'ensemble laisse supposer qu'il s'agit de dépôts alimentaires funéraires. L'industrie lithique correspond très majoritairement à un débitage côtier (117 éclats pour un total de 158 pièces) et à quelques outils (armatures de flèches pédonculées et non pédonculées, grattoirs, lames, percuteurs). 
Les restes humains correspondent à un minimum de sept individus (cinq adultes et deux enfants). Un corps avait été placé  dans le fossé externe et un autre dans le fossé interne. Il s'agit de sépultures secondaires : les corps avaient préalablement séjourné dans un autre endroit. La datation au C14 des ossements humains correspond à une date calibrée de 2 278 à 1 929 av. J-C. (Gif 8303: 3690+/- 60 BP).

### Fosse externe
La céramique retrouvée correspond à trois vases carénés, à des nodules d'argile cuite et à un peson. Aucun matériel lithique n'a été retrouvé. Ces céramiques s'apparentent à des céramiques du second âge du Fer.

## Essai d'interprétation
Les résultats des fouilles et les témoignages contemporains permettent de penser que les deux blocs de granit devaient se dresser l'un à côté de l'autre au centre de l'enclos : l'un ayant nécessité le creusement d'une fosse avec calage, l'autre non en raison de sa base presque plate. Le fossé extérieur aurait accueilli une palissade de type claie. Le rôle du fossé intérieur est plus obscur. L'ensemble devait constituer un enclos circulaire autour d'un menhir (voire deux) comportant deux entrées (dont l'une pourrait être à orientation solaire). Ce type d'enclos circulaire attribué au Campaniforme est connu en Irlande (Beaghmore (en), Tyronc), en Hollande (Ede-Ginkelse Heide), le seul site similaire en France étant celui de Bouttefougère à Argentré.
Une reconstitution possible de l'enclos a été réalisée dans le cadre d'un chantier d’expérimentations archéologiques, mené pendant cinq ans par le Groupement Vendéen de Sauvegarde du Patrimoine Archéologique (G.V.S.P.A.). Elle est visible à Vairé (46° 36′ 08″ N, 1° 45′ 41″ O).